# Reflektory typu PC
Reflektory typu PC - reflektory zaopatrzone w jedną soczewkę płasko-wypukłą lub pryzmatyczno-wypukłą lub pebble. Całość układu optycznego reflektorów PC tworzy właśnie ww. soczewka oraz żarówka z odbłyśnikiem lub bez, zamontowana na wózku poruszającym się w osi optycznej reflektora.